# Gomphrena
Gomphrena is een geslacht uit de amarantenfamilie (Amaranthaceae). De soorten komen voor in (sub)tropisch Amerika en Australië.

## Soorten
- Gomphrena affinis F.Muell. ex Benth.
- Gomphrena agrestis Mart.
- Gomphrena anti-lethargica Silveira
- Gomphrena arborescens L.f.
- Gomphrena arida J.Palmer
- Gomphrena atrorubra J.Palmer
- Gomphrena basilanata Suess.
- Gomphrena bicolor Mart.
- Gomphrena boliviana Moq.
- Gomphrena brachystylis F.Muell.
- Gomphrena breviflora F.Muell.
- Gomphrena caespitosa Torr.
- Gomphrena canescens R.Br.
- Gomphrena cardenasii Standl. ex E.Holzh.
- Gomphrena celosioides Mart.
- Gomphrena centrota E.Holzh.
- Gomphrena chrestoides C.C.Towns.
- Gomphrena cladotrichoides Suess.
- Gomphrena claussenii Moq.
- Gomphrena colosacana Hunz. & Subils
- Gomphrena conferta Benth.
- Gomphrena conica (R.Br.) Spreng.
- Gomphrena connata J.Palmer
- Gomphrena cucullata J.Palmer
- Gomphrena cunninghamii (Moq.) Druce
- Gomphrena debilis Mart.
- Gomphrena decipiens Seub.
- Gomphrena demissa Mart.
- Gomphrena desertorum Mart.
- Gomphrena diffusa (R.Br.) Spreng.
- Gomphrena discolor R.E.Fr.
- Gomphrena duriuscula Moq.
- Gomphrena eichleri J.Palmer
- Gomphrena elegans Mart.
- Gomphrena equisetiformis R.E.Fr.
- Gomphrena eriophylla Mart.
- Gomphrena ferruginea Pedersen
- Gomphrena filaginoides M.Martens & Galeotti
- Gomphrena flaccida R.Br.
- Gomphrena floribunda J.Palmer
- Gomphrena fuscipellita T.Ortuño & Borsch
- Gomphrena gardneri Moq.
- Gomphrena globosa L.
- Gomphrena graminea Moq.
- Gomphrena guaranitica Chodat
- Gomphrena haageana Klotzsch
- Gomphrena haenkeana Mart.
- Gomphrena hatschbachiana Pedersen
- Gomphrena hermogenesii J.C.Siqueira
- Gomphrena hillii Suess.
- Gomphrena humifusa J.Palmer
- Gomphrena humilis R.Br.
- Gomphrena incana Mart.
- Gomphrena involucrata Ewart
- Gomphrena kanisii J.Palmer
- Gomphrena lacinulata J.Palmer
- Gomphrena lanata R.Br.
- Gomphrena lanigera Pohl ex Moq.
- Gomphrena leontopodioides Domin
- Gomphrena leptoclada Benth.
- Gomphrena leptophylla (Benth.) J.Palmer
- Gomphrena leucocephala Mart.
- Gomphrena macrocephala A.St.-Hil.
- Gomphrena macrorhiza Mart.
- Gomphrena magentitepala J.Palmer
- Gomphrena mandonii R.E.Fr.
- Gomphrena marginata Seub.
- Gomphrena martiana Gillies ex Moq.
- Gomphrena matogrossensis Suess.
- Gomphrena mendocina (Phil.) R.E.Fr.
- Gomphrena meyeniana Walp.
- Gomphrena microcephala Moq.
- Gomphrena mizqueensis T.Ortuño & Borsch
- Gomphrena mollis Mart.
- Gomphrena moquinii Seub.
- Gomphrena nealleyi J.M.Coult. & Fisher
- Gomphrena nigricans Mart.
- Gomphrena nitida Rothr.
- Gomphrena occulta J.Palmer
- Gomphrena oroyana Standl.
- Gomphrena pallida (Stuchlík) Pedersen
- Gomphrena paraguayensis Chodat
- Gomphrena paranensis R.E.Fr.
- Gomphrena parviceps Standl.
- Gomphrena parviflora Benth.
- Gomphrena perennis L.
- Gomphrena phaeotricha Pedersen
- Gomphrena pilosa (M.Martens & Galeotti) Moq.
- Gomphrena platycephala R.E.Fr.
- Gomphrena pohlii Moq.
- Gomphrena potosiana Suess. & Benl
- Gomphrena pringlei J.M.Coult. & Fisher
- Gomphrena prostrata Mart.
- Gomphrena pulchella Mart.
- Gomphrena pulvinata Suess.
- Gomphrena pumila Gillies ex Moq.
- Gomphrena pungens Seub.
- Gomphrena pusilla Benth.
- Gomphrena radiata Pedersen
- Gomphrena regeliana Seub.
- Gomphrena riedelii Seub.
- Gomphrena riparia Pedersen
- Gomphrena rosula J.Palmer
- Gomphrena rudis Moq.
- Gomphrena rupestris Nees
- Gomphrena scandens (R.E.Fr.) J.C.Siqueira
- Gomphrena scapigera Mart.
- Gomphrena schinziana Stuchlík
- Gomphrena schlechtendaliana Mart.
- Gomphrena sellowiana Mart.
- Gomphrena serrata L.
- Gomphrena serturneroides Suess.
- Gomphrena sonorae Torr.
- Gomphrena sordida Farmar
- Gomphrena spissa Pedersen
- Gomphrena splendida R.L.Barrett & J.Palmer
- Gomphrena stellata T.Ortuño & Borsch
- Gomphrena tenella (Moq.) Benth.
- Gomphrena tomentosa (Griseb.) R.E.Fr.
- Gomphrena triceps Pedersen
- Gomphrena trinervosa C.C.Towns.
- Gomphrena trollii Suess.
- Gomphrena umbellata J.Rémy
- Gomphrena uruguayensis Suess.
- Gomphrena vaga Mart.
- Gomphrena virgata Mart.
- Gomphrena viridis Wooton & Standl.
- Gomphrena vitellina Pedersen

... · 
Achyranthes · 
Aerva ·
Alternanthera ·
Amaranthus (Amarant) · 
Atriplex (Melde) · 
Axyris · 
Bassia (Zoutkruid) · 
Beta (Biet) · 
Blitum (Spiesganzenvoet) · 
Celosia · 
Chenopodium (Ganzenvoet) · 
Corispermum (Vlieszaad) · 
Dysphania · 
Halimione (Zoutmelde) · 
Halocnemum · 
Halothamnus · 
Haloxylon · 
Kochia · 
Krascheninnikovia · 
Polycnemum (Knarkruid) · 
Patellifolia · 
Ptilotus · 
Pupalia ·
Salicornia (Zeekraal) · 
Salsola (Loogkruid) · 
Spinacia · 
Suaeda · 
Traganum · 
...